# Cratere Akiko
Akiko  è un cratere sulla superficie di Venere. Deve il suo nome alla poetessa giapponese Akiko Yosano.